# Iboga narkotyczna
Iboga narkotyczna (Tabernanthe iboga Baill.) – gatunek krzewu należący do rodziny toinowatych (Apocynaceae). Rośnie w tropikalnych rejonach środkowej i zachodniej Afryki. Skórka korzenia zawiera alkaloidy, głównie ibogainę. Stosowany jest on do zwalczania uczucia głodu i zmęczenia oraz jako afrodyzjak. W większych dawkach powoduje halucynacje i wykorzystywany jest (zwłaszcza przez szamanów) do nawiązywania kontaktu ze zmarłymi.

## Morfologia
PokrójKrzew o wysokości do 1,5 m.
LiścieNaprzeciwległe, pojedyncze, o blaszce jajowato-lancetowatej, całobrzegiej, o wierzchołku zaostrzonym.
KwiatyZebrane po kilka w baldachogrona wyrastające w kątach liści. Drobne, 5-krotne, z płatkami korony zrośniętymi, barwy różowej.

## Legalność
Na mocy ustawy z dnia 20 marca 2009 r. o zmianie ustawy o przeciwdziałaniu narkomanii posiadanie roślin żywych, suszu, nasion, wyciągów oraz ekstraktów z Tabernanthe iboga jest na terenie Polski nielegalne.